# Isabel de Ibelín (fallecida en 1315)
Isabel de Ibelín (muerta en 1315) fue la hija de Balduino de Ibelín (muerto en 1313), señor de Korakou, y de Margarita de Gibelet.

## Matrimonio y descendencia
En 1303 se casó con su primo Guido de Ibelín (1286-1308) y su hija fue Alix de Ibelín, reina de Chipre por su matrimonio con Hugo IV.